# Musculus nipponicus
Musculus nipponicus is een tweekleppigensoort uit de familie van de Mytilidae. De wetenschappelijke naam van de soort is voor het eerst geldig gepubliceerd in 2005 door Okutani.